# RABe 514
RABe 514 — четырехвагонный двухэтажный электропоезд, используемый швейцарскими федеральными железными дорогами SBB-CFF-FFS для скоростной железной дороги Цюриха. Он является частью семейства продуктов Siemens Desiro Double Deck. Другое название — DTZ (нем. Doppelstocktriebzug, дословно — «двухэтажный поезд»).

## История
23 февраля 2003 года совет директоров Швейцарских федеральных железных дорог принял решение заказать у компании Siemens Transportation Systems строительство 35 двухэтажных поездов стоимостью 447 млн швейцарских франков. Решение стало неожиданностью, так как Siemens никогда раньше не строил двухэтажные электрички, за исключением экспериментального поезда, который никогда не эксплуатировался, построенного в консорциуме с DWA Görlitz (ныне Bombardier Transportation). Чтобы выполнить требования контракта, Siemens сотрудничал с Stadler Rail, который выполнил некоторые монтажные и пусконаладочные работы на своем заводе в Альтенрайне, Швейцария.
Первоначально планировалось, что поезда поступят в эксплуатацию в декабре 2005 года, однако эти сроки были сорваны. Тем не менее, первый поезд был представлен общественности 2 декабря 2005 года на Главном вокзале Цюриха. До мая следующего года RABe 514 были на испытаниях, а затем введены в регулярное пассажирское обслуживание на линию S14 (англ.).
К марте 2006 года было закуплено ещё 25 единиц, ещё один поезд Siemens поставила бесплатно, вместо штрафов за срыв сроков. К июлю 2009 года был поставлен 61 поезд.

## Интерьер
В поездах 74 места первого класса, 304 места второго класса, а также примерно 600 стоячих мест. Сиденья первого класса оснащены розетками 230 В для ноутбуков и других устройств.